# Dino Sinovčić
Dino Sinovčić (Split, 16. lipnja 1992.) hrvatski je plivač paraolimpijac koji se natječe u međunarodnim disciplinama. Svjetski je i europski prvak u leđnom plivanju.
Rodio se u Splitu 16. lipnja 1992. godine. Rođen je s artrogripozom, rijetkim poremećajem zglobova koji ograničava pokretljivost nogu. Zbog toga većinom koristi invalidska kolica, iako može nakratko samostalno hodati. Liječnici su mu preporučili plivanje kao oblik rehabilitacije, što je bio početak plivačke karijere.
Na Paraolimpijskim igrama u Tokiju 2020. osvojio je brončanu medalju u disciplini 100 m leđno (klasa S6). Ponovio je isti uspjeh i na Paraolimpijskim igrama u Parizu 2024. Dvostruki je svjetski prvak, uz još jednu srebrnu medalju sa svjetskih prvenstava. Na europskim prvenstvima osvojio je zlato, srebro i broncu. Dobio je nagradu za najboljega hrvatskoga parasportaša godine tri puta.
Dobio je Državnu nagradu za sport „Franjo Bučar”‎.

## izvori
1. ↑  Bavit ću se plivanjem sve dok sam među trojicom najboljih na svijetu nacional.hr Preuzeto 26. kolovoza 2024.
2. ↑  Čudesna Dinova životna priča iz kolica za proplakat: Imao sam 15 operacija, a govorili su da lažiram. slobodnadalmacija.hr Preuzeto 26. kolovoza 2024.